# Leptobotia pellegrini
Leptobotia pellegrini is een straalvinnige vissensoort uit de familie van modderkruipers (Cobitidae). De wetenschappelijke naam van de soort is voor het eerst geldig gepubliceerd in 1936 door Fang.